# Old Dominion Freight Line
Old Dominion Freight Line, Inc. (ODFL) er et amerikansk regionalt, inter-regionalt og nationalt less than truckload shipping (LTL) virksomhed. Der udbydes også logistik og flyttefirma.
Virksomheden er inddelt i fem enheder: Domestik, fremskyndet, mennesker, global, husstandsservices og teknologi. Global inkluderer container-service. De har over 5.800 trucks og mere end 22.500 trailers.
Old Dominion Freight Line, Inc. blev etableret i 1934 af mand og kone Earl Congdon, Sr. og Lillian Congdon (née Herbert) med en enkelt lastbil imellem Richmond og Norfolk, Virginia.